# Hédi Baccouche
Hédi Baccouche (arabe : الهادي البكوش), né le 15 janvier 1930 à Hammam Sousse et mort le 21 janvier 2020, est un homme d'État tunisien qui a exercé la fonction de Premier ministre de 1987 à 1989.

## Biographie
Hédi Baccouche fait ses études en France durant les années 1950. En parallèle, il poursuit ses activités politiques au sein du syndicat étudiant de l'Union générale des étudiants de Tunisie. Il est à l'époque arrêté en France, ce qui le fait remarquer par Habib Bourguiba qui l'accueille en personne après sa libération. Durant les années 1960, il est nommé gouverneur et secrétaire du comité de coordination de Bizerte, ce qui fait de lui un membre de droit du comité central du Parti socialiste destourien (PSD) après le congrès du Destin qui se tient à Bizerte en 1964 puis il devient successivement gouverneur de Sfax et de Gabès. Il est également maire de Hammam Sousse de 1960 à 1964.
Limogé du poste de gouverneur dans le cadre de l'affaire Ahmed Ben Salah, il est acquitté en fin de compte par la Haute Cour chargée de cette affaire. Il devient par la suite PDG de l'Office national des pêches puis conseiller au cabinet du Premier ministre Hédi Nouira. Tombé en disgrâce après le congrès du Progrès et de la Fidélité de 1979, il est envoyé comme consul général à Lyon. De 1981 à 1982, Baccouche est ambassadeur à Berne et auprès du Saint-Siège (Vatican) avant de devenir ambassadeur en Algérie puis directeur du PSD. En 1987, il est nommé ministre des Affaires sociales.
Le 7 novembre 1987, il remplace Zine el-Abidine Ben Ali, qui venait de déposer le président Bourguiba, au poste de Premier ministre et de secrétaire général du PSD. Il est d'ailleurs considéré comme le théoricien de ce « coup d'État médical ». Le 27 septembre 1989, Hamed Karoui le remplace.
Hédi Baccouche est désigné par le président Ben Ali comme membre de la Chambre des conseillers à sa création en 2005. Il a également été membre du comité central du Rassemblement constitutionnel démocratique au pouvoir, jusqu'à la dissolution de cette instance le 20 janvier 2011, dans le contexte de la révolution tunisienne.
Il meurt le 21 janvier 2020.

## Récompense
Le 28 mai 2005, l'université de Sousse lui attribue un doctorat honoris causa.

## Décorations
- Grand cordon de l'ordre tunisien de l'Indépendance[10] ;
- Grand cordon de l'ordre de la République tunisienne[11] ;
- Grand cordon de l'ordre du 7-Novembre[12] ;
- Médaille du président de la République algérienne[13] ;
- Commandeur de 1re classe de l'ordre de la Rose blanche de Finlande.

## Publications
- L'agression française contre Sakiet Sidi Youssef, éd. Institut supérieur d'histoire du mouvement national, Tunis, 2008 ;
- En toute franchise, éd. Sud Éditions, Tunis, 2018[14].